# Drzazgi (powiat olsztyński)
Drzazgi – osada w Polsce położona w województwie warmińsko-mazurskim, w powiecie olsztyńskim, w gminie Świątki.
W latach 1975–1998 miejscowość administracyjnie należała do województwa olsztyńskiego.